# Poecilasthena pellucida
Poecilasthena pellucida är en fjärilsart som beskrevs av Lucas 1892. Poecilasthena pellucida ingår i släktet Poecilasthena och familjen mätare. Inga underarter finns listade i Catalogue of Life.